# Quinto Curio

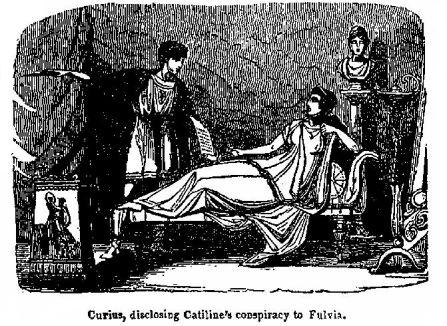
Quinto Curio in una stampa del 1851

Quinto Curio (in latino Quintus Curius ; fl. I secolo a.C.) è stato un senatore romano vissuto nel I secolo a.C. della gens Curia.

## Biografia
Fu eletto questore nel 71 a.C. e fu candidato al titolo di console nel 64, ma non venne eletto ed inoltre, subito dopo, venne espulso dal Senato dai censori per il suo comportamento disdicevole. Amico di Catilina partecipò alla congiura, anche se poi fu proprio a causa sua che essa venne sventata. Infatti, secondo Sallustio, Curio per vantarsi con la sua amante Fulvia le rivelò i particolari della congiura che questa riferì a Cicerone. Per questa delazione a Curio furono promessi pubblici premi, che tuttavia non vennero poi concessi per intervento di Cesare che era stato accusato da Curio di far parte della congiura.
Sulla sua morte non si hanno notizie certe. Un'ipotesi è che sia morto durante la repressione della congiura. Un'ulteriore ipotesi è che sia lo stesso Curio citato da Appiano nelle Guerre Civili, che al seguito di Gneo Domizio Enobarbo nella Bitinia, viene scoperto nel tentativo di tradire e per questo viene messo a morte.